# Lista de instrumentos de sopro
Lista de instrumentos de sopro classificados por meio de produção sonora

## Família dosmetais
- Cornetas de madeira ou corpo de madeira
- Corneta de pistões
- Didjeridu
- Feliscornes e tubas
  - Eufônio
  - Fliscorne
  - Melofone
  - Sousafone
  - Tuba ou cuba
- Trompas de chaves
  - Bugle
  - Oficleide
  - Quinticlave
  - Trompa de chaves
- Saxotrompas
  - Bombardão
  - Bombardino
  - Saxotrompa alto
  - Cisnopare
  - Tripar
  - Verinosecam
  - Trompa de postilhão
- Shofar
- Trombones
  - Sacabuxa
  - Trombone
- Trompas
  - Trompa
  - Trompa alpina
  - Trompa de caça
- Trompetes
  - Clarim
  - Trompete
  - Trompete piccolo

## Palhetas

### Palheta exposta
- Charamela
- Bombarda
- Duduk
- Dulciana
- Dulçaina
- Fagote
  - Contrafagote
- Hojok
- Oboé
  - Corne inglês
  - Oboé d'amore
  - Museta
- Sarrusofone
- Saxofone
- Clarinete
- Shehnai
- Suona
- Surnay ou Surna

### Palheta fechada
- Gaitas-de-fole
- Cornamusa

## Palheta livre
- Acordeão
- Bandoneon
- Concertina
  - Concertina (acordeão diatónico)
  - Concertina hexagonal
- Gaita ou Harmónica
- Escaleta
- Harmônio
- Sheng

## Flautas ou arestas

### Aresta aberta

#### Sopro lateral
- Flauta
  - Flautim ou Piccolo
  - Pífaro
  - Pife Brasileiro
  - Flauta baixo

#### Sopro na extremidade
- Flauta de pan
- Fulannu
- Ney
- Kaval
- Quena
- Shakuhachi
- Zampronha ou Zamproña

### Aresta fechada (apito)
- Flauta doce
- Ocarina
- Pennywistle
- Flauta Irlandesa

## Outros
- Órgão - Contém tubos flautados, palhetados e clarins